# Ivan Franjic
Ivan Frankie Franjic (* 10. září 1987, Melbourne) je australský fotbalový obránce chorvatského původu, hráč ruského klubu Torpedo Moskva.
Mimo Austrálii působil na klubové úrovni v Rusku.

## Reprezentační kariéra
V A-mužstvu Austrálie debutoval v roce 2012.
Zúčastnil se MS 2014 v Brazílii, kde Austrálie skončila bez zisku jediného bodu na posledním čtvrtém místě v základní skupině B.
S národním týmem Austrálie vyhrál domácí Mistrovství Asie v roce 2015.